# Kapelan (urząd dworski)
Kapelan – duchowny przebywający na dworze królewskim, uważany za domownika rodziny królewskiej. Otwierał modlitwą każdy posiłek (bez niego prawie nigdy nie zasiadano do stołu). W każdej chwili miał wolny dostęp do króla.
Poza sprawowaniem funkcji religijnych na dworze i opieki nad  naczyniami liturgicznymi, prowadził dworski zespół muzyki kościelnej. Jego pomocnikami byli wikariusze i nadworni kaznodzieje.